# Sastre

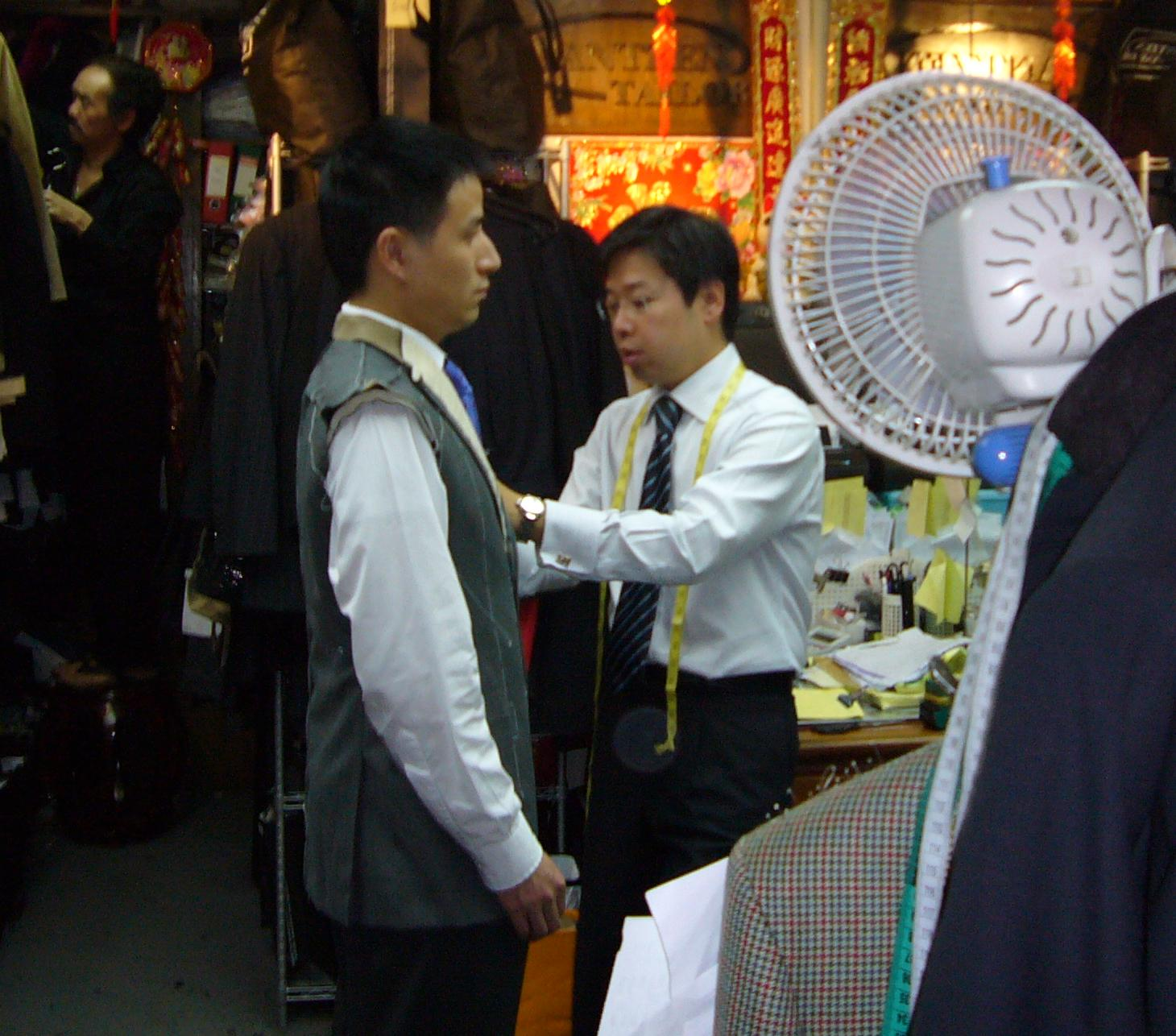
Un sastre pren les mides a un client en Hong Kong.

Un sastre (femení: sastressa) és un menestral que té com a professió la confecció i la venda d'indumentària. D'un sastre inexpert o dolent hom en diu sastrinyol o al Rosselló sastrot i esgarrapotxes.

## Història
L'any 1110 ja hi havia un sastre (i sabater) a la vila de Gerri de la Sal. La confraria dels sastres a Barcelona és documentada d'ençà del segle xiv; a mitjan segle xv, en aquesta ciutat hi vivien noranta-dos sastres. A Puigcerdà, el 1345, vivien trenta-tres sastres. Els sastres restaven molt relacionats amb altres oficis, com els calceters, giponers, pellers i robavellaires, boneters, etc.
A Mallorca, els sastres també estaven organitzats en un col·legi professional, que va ser fundat, juntament amb els calceters, el 1312 en acte solemne a l'església de Santa Margalida, i les seves primeres ordenances conegudes són de 1437. El segle xiv, el col·legi tenia per patró les Onze mil verges, i celebrava la seva festa, juntament amb les costureres, a l'església del Carme. El 1445, però, els sastres adoptaren un nou patró, sant Francesc, que veneraven a església homònima, en la qual tenien la sepultura col·legial (al centre del temple); la sala del col·legi, per la seva banda, era situada al carrer de la Porteria de Sant Domingo (avui carrer del Palau Reial). L'escut del col·legi consistia en dos lleons rampants sostenint unes tisores de sastre.
A Inca, el col·legi de sastres i calceters es fundà el 1566, escindit del ciutadà. Honraven com a patrons santa Llucia i sant Cosme i sant Damià a l'església de l'Hospital. També consten, al segle xvii, col·legis de sastres a Manacor, Llucmajor i Sóller.
Actualment, l'ofici de sastre gairebé ha desaparegut als països occidentals, enfora de l'alta costura, perquè ara s'utilitzen màquines per a confeccionar roba.